# Ringschichtmischer
Der Ringschichtmischer enthält ein horizontales Mischwerk, und wird in der verfahrenstechnischen Prozessführung zum Mischen der verschiedenen Reaktionsbestandteile verwendet.

## Prinzip
Der Ringschichtmischer unterscheidet sich auf Grund der Partikelbewegung deutlich von anderen Mischerbautypen. Die Partikel werden hierbei durch eine hohe Drehzahl so weit radial beschleunigt, dass sie sich an die Wand anlegen und an der Behälterwand durch den Mischer geschoben werden, so dass die direkte Antriebswellenumgebung produktfrei bleibt.
Bei anderen Mischern wird das Gut durch Einstellen der Drehzahl soweit aufgelockert, dass zwischen den einzelnen Partikeln Platzwechsel leicht möglich sind (Schubmischen, Schleudermischen, Wurfmischen).

## Anwendung
Der Betrieb von Ringschichtmischern erfolgt in kontinuierlichen Produktionsverfahren und zeichnet sich durch eine geringe Verweilzeit des Produktes im Mischer aus. Dies ermöglicht eine große Durchsatzmenge bei geringer Baugröße des Mischers.
Besonders in der Waschmittelproduktion haben sich solche Mischwerke etabliert, da durch die kurze Verweilzeit eine deutlich höhere Beladung mit den „klebrigen“ Komponenten möglich ist.